# Davíð Oddsson
En aquest nom islandès, el darrer nom és un patronímic, no pas un cognom. La manera de referir-se a aquesta persona és pel nom de pila.
Davíð Oddsson (n. Reykjavík, Islàndia, 17 de gener de 1948), va ser alcalde de Reykjavík i Primer Ministre d'Islàndia fins al 15 de setembre de 2004.
Davíð Oddsson es va graduar del Col·legi de Reykjavík en 1970. En 1976, va obtenir una llicenciatura en dret per la Universitat d'Islàndia.
Els seus càrrecs anteriors a convertir-se en Primer Ministre van ser: Cap Administratiu del Teatre de Reykjavík per al període 1970 - 1972. Periodista parlamentari per al diari Morgunblaðið (1973 - 1974). Empleat de l'empresa editorial Almenna bókafélagið (1975 - 1976). Administrador del Fons de l'Assegurança per a la Salut de Reykjavík (1976 - 1978). President del Comitè Executiu del Festival de Belles Arts de Reykjavík (1976 - 1978). Director administratiu del Fons de l'Assegurança per a la Salut de Reykjavík (1978 - 1982). Alcalde de Reykjavík (1982 - 1991). Membre del Parlament des d'abril de 1991. Primer Ministre d'Islàndia des d'abril de 1991.
Membre de la municipalitat de Reykjavík des de 1974. Membre del Comitè Executiu de la Municipalitat de Reykjavík des de 1980 i president des de 1982.
Davíð Oddsson també va estar relacionat amb els mitjans de comunicació; d'aquesta manera va ser coproductor de programes per al Servei de Televisió de l'Estat des de 1968 fins a 1975. va ser a més coautor de dos drames teatrals, Per al Benefici del meu País (al Teatre Nacional des de 1974 fins a 1975) i Confabulacions Islandeses (al Teatre de Reykjavík des de 1975 fins a 1976). El seu treball no es va limitar a la ràdio i el teatre sinó que també va ser autor de quatre drames per a la televisió, autor de l'assaig El Moviment d'Independència (1981), i traductor del llibre Estonia - A Small Nation Under The Yoke Of Foreign Power escrit per Anders Küng en 1973. Davíð Oddsson va ser a més, autor de la novel·la Un parell de dies sense Gudný en 1997.
Va tenir altres ocupacions a la Junta Directiva de la Federació de la Joventut del Partit de la Independència des de 1973 fins a 1975; en el Comitè Executiu del Partit de la Independència des de 1979; vicepresident del Partit de la Independència des de 1989 fins a 1991, i president des de 1991 fins al 2005.
Davíð Oddsson està casat amb Ástríður Thorarensen, una infermera graduada de la Universitat d'Islàndia. La parella té un fill, Þorsteinn Davíðsson, nascut el 12 de novembre de 1971 el qual és un advocat graduat de la Universitat d'Islàndia.